# RS-265
Pour les articles homonymes, voir Route 265.
La RS-265 est une route locale du Sud-Est de l'État du Rio Grande do Sul. Elle relie la municipalité de Pinheiro Machado à celle de São Lourenço do Sul, l'embranchement des BR-293 et RS-608 à la Lagoa dos Patos. Elle dessert les communes de Pinheiro Machado, Piratini, Canguçu et São Lourenço do Sul, et est longue de 179,470 km.